# Lobsang Gyatso
Ghesce Lobsang Gyatso (Kham, 1928 – Dharamsala, 4 febbraio 1997) è stato un monaco buddhista tibetano.

## Biografia
Nacque in Kham, nel Tibet orientale, in una famiglia di piccoli proprietari terrieri tra i cui antenati si ricordava un officiante di vari rituali ed esorcismi, anche di origine Bön. Suo nonno materno era invece colpevole di due uccisioni, ma non fu mai condannato grazie all' intercessione di un lama, e grazie a lui le proprietà di famiglia prosperarono.
Il bambino, unico figlio maschio, fu chiamato Drang-té, ossia «Accattone di immondizia», allo scopo di preservarlo dall'attenzione degli spiriti maligni, e fin dalla nascita sua madre si adoperò per assicurargli un matrimonio conveniente. All'età di sei anni, però, cominciò a dimostrare un certo interesse per la vita religiosa, e con il sostegno di uno zio dedito agli insegnamenti buddhisti all'età di undici anni poté entrare al Monastero di Drepung, a Lhasa, dove divenne monaco di scuola Gelug.
Negli anni successivi la vita di Lobsang Gyatso trascorse costantemente tra gli studi e le pratiche religiose, benché Lhasa fosse spesso sconvolta da vari fermenti quali il complotto del V Reting Rinpoce, sostenuto da alcuni monaci di Sera, per riprendersi la Reggenza del Tibet o l'occupazione delle regioni orientali del Paese da parte della Cina. Nel 1959, tuttavia, quando il Tibet era ormai già del tutto occupato dalla Cina, dovette scappare in India, come già fatto dal XIV Dalai Lama e da centinaia di nobili, lama, monaci e semplici cittadini per sottrarsi alle persecuzioni sempre più aspre.
Divenne ghesce al termine di un lungo e intenso percorso di studi, e negli anni seguenti divenne un'importantissima figura tra i tibetani in esilio, dedicandosi con impegno e costanza all' insegnamento e alla fondazione di numerosi centri atti ad agevolare l'educazione monastica fuori dal Tibet, il più famoso dei quali fu l'Istituto di Dialettica di Dharamsala, aperto nel 1973 e tuttora in vigore. Strinse peraltro una grande amicizia con il Dalai Lama, la suprema autorità della teocrazia tibetana, di cui divenne consigliere spirituale.
Considerato da tutti un insegnante di alto livello, viaggiava spesso per il mondo ed era molto attivo per la causa tibetana. Era altresì un prolifico scrittore le cui opere venivano tradotte regolarmente in varie lingue. A partire dagli anni settanta si schierò apertamente e con energia contro i lama e i monaci di scuola Gelug rimasti fedeli al culto di Dorje Shugden, che il Dalai Lama mise al bando nel 1978 in quanto religiosamente settario e politicamente negativo per la causa del Tibet: Lobsang Gyatso li bollava spesso con parole assai dure, definendoli persone dalla dubbia moralità che avevano tradito l'unità nazionale tibetana e corrotto la purezza degli insegnamenti Gelug. Gli stessi adoratori di Dorje Shugden gli risposero in più occasioni con lettere altrettanto aspre, minacciandolo persino di morte.
Il 4 febbraio 1997 fu brutalmente assassinato insieme a due monaci suoi attendenti tra le mura del suo alloggio presso l'Istituto di Dialettica, ad appena poche centinaia di metri dalla residenza del XIV Dalai Lama. La polizia indiana identificò gli assassini in alcuni tibetani legati alla Dorje Shugden Devotee's Charitable e Religious Society di Nuova Delhi, nuova e potente associazione ispirata a Dorje Shugden, i cui dirigenti furono lungamente interrogati ma mai perseguiti legalmente per insufficienza di prove. I giovani assassini, del resto, erano già sfuggiti in Tibet, dove secondo i servizi segreti indiani si sarebbero ricongiunti alle autorità cinesi, da cui sarebbero stati aiutati.
La morte di ghesce Lobsang Gyatso scosse profondamente la comunità tibetana in esilio, e inasprì la controversia teologica riguardante Dorje Shugden, oltre che i legami già difficili tra Tibet e Cina. Nove anni dopo, nel 2006, il XIV Dalai Lama identificò la sua reincarnazione in un bambino di nome Tulku Tsenyi Khentrul Tenzin Tseten Rinpoce.